# Kathy Butterly

Kathy Butterly (Amityville, 1963) es una escultora estadounidense.

## Vida y obra
Nació en la localidad de Amityville del condado de Suffolk en el estado de Nueva York, en 1963. Reside en Nueva York.
Su trabajo ha sido comparado con el de George Ohr, se caracteriza por una tendencia a las formas arrugadas, retorcidas y con oquedades , y bajo la premisa..."no hay dos iguales ".  La obra de Butterly se compone de esculturas de porcelana ricamente decoradas que sugieren figuras femeninas.
Recibió su licenciatura de la Moore College of Art en Filadelfia (Pensilvania) en 1986. Su primera exposición individual fue en la Galería Tibor de Nagy de Nueva York. Kathy Butterly ganó en 2009 la Beca de la Fundación Joan Mitchell de escultores y pintores.